# Congkhapa

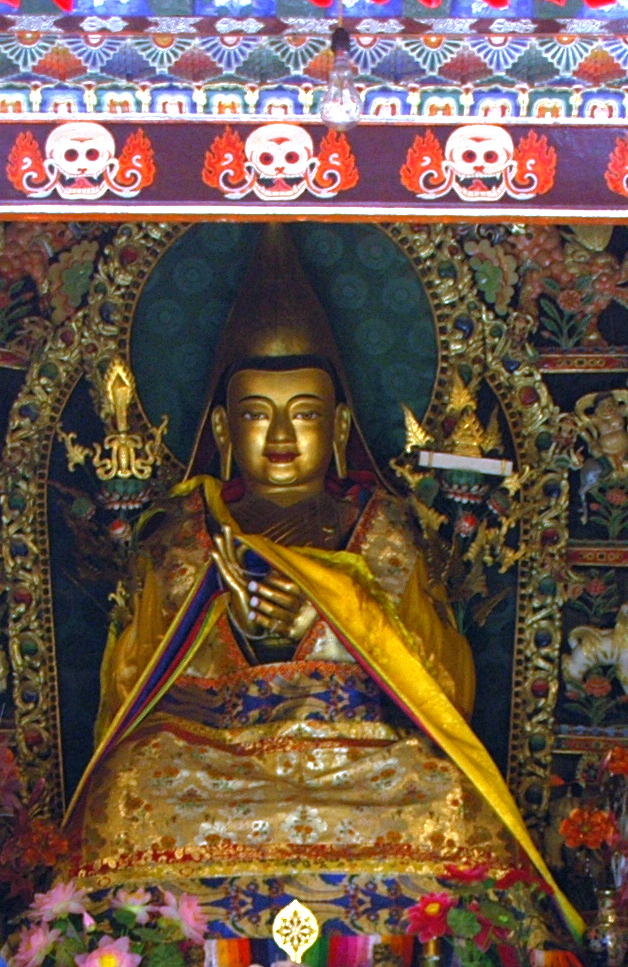
Statua w klasztorze Kumbum (Chiny) przedstawiająca Tsongkhapę

Je Tsongkhapa Losang Drakpa (tyb.: ཙོང་ཁ་པ།, Wylie: tsong kha pa, ZWPY: Zongkaba; ur. 1357, zm. 1419) – reformator i uczony buddyjski z Tybetu, założyciel szkoły Gelug. Tsongkhapa znany jest również jako Dzie Rinpocze. 
Mistrz ten, uważany powszechnie za wielkiego uczonego i scholastyka, jak i również buddyjskiego Mahasiddhę, emanację Mandziuśriego, połączył w jeden klarowny system wiele linii nauk najwybitniejszych współczesnych mu nauczycieli, głównie z Kadam, Sakja i Kagju, oraz bezpośrednie przekazy od Buddy Mandźiuśriego. Zreformował cały ówczesny system monastyczny buddyzmu. Mistrz ten znany jest z uniwersalnego, ekumenicznego, niesekciarskiego i apolitycznego podejścia popartego rozległą wiedzą o wszystkich tradycjach buddyjskich. Ze względu na jego wkład dla rozwoju buddyzmu w Tybecie jest tradycyjnie uważany wraz z Longczenpą i Sakja Panditą za głównego odnowiciela buddyzmu tybetańskiego. 
Głównym dziedzictwem Tsongkhapy, trwającym do dziś, są nauki Stopniowej Ścieżki do Oświecenia Lamrim, teoria i dogłębne studia, gdzie najbardziej ceniona jest Madhjamika Prasangika, techniki tantryczne oparte na jednoczesnej praktyce Guhjasamadży, Wadżrabhajrawy i Czakrasamwary, linia Mahamudry i 6 Jog Naropy, oraz Kalaczakra. Istnieje wiele innych klarownych i kompleksowych komentarzy tego nauczyciela do sutr, siastr i tantr buddyjskich oraz tekstów praktyk Wadżrajany.

## Wykaz głównych dzieł Tsongkhapy
Sześć głównych dzieł Dzie Rinpocze odnosi się do kompleksowych nauk Hinajany, Mahajany i Wadżrajany:
1. Wielka Wykładnia Stopni na Ścieżce (wylie. Lam-rim chen-mo),
2. Wielka Wykładnia Stopni Tantr Wadżrajany (wylie. sNgag-rim chen-mo),
3. Eliksir Elokwencji Relatywnych i Ostatecznych Nauk (wylie. Drnng-nges legs-bshad snying-po),
4. Pochwała Współzależnej Relatywności (wylie. rTen-'brel bstodpa),
5. Przejrzysta Wykładnia Pięciu Stopni Tantry Guhjasamadźa (wylie. gSang-'dus rim-lnga gsal-sgron),
6. Złoty Różaniec Nauk (gSer-phreng).